# Tito Rojas
Pour les articles homonymes, voir Rojas.
Tito Rojas, surnommé "El Gallo" (Le Coq en espagnol), est un chanteur de salsa né le 14 juin 1955 à Humacao (Porto Rico) et mort le 26 décembre 2020.

## Biographie
En 1975, il devient chanteur au sein de l'orchestre international de Pedro Conga puis il est le chanteur principal du Conjunto Borincuba dirigé par Justo Betancourt avec qui il interprète le tube Con Amor (Avec amour) en 1978.
Cette année-là il chante avec la "Fania All Stars", El Campesino (Le campagnard) est un tube.
Il forme son propre groupe "Conjunto Borincano". Entre 1987 et 1989 quelques versions salsa de ballades connues seront des tubes Noche de Bodas (Nuit de Noces) and Quiereme Como Soy (Aime moi comme je suis).
Ensuite il rejoint le groupe Puerto Rican Power.
En 1990, il se lance dans une carrière solo.

## Discographie
Liste non exhaustive de ses albums :
- 1980 : Tito Rojas y el Conjunto Borincano
- 1990 : Sensual
- 1992 : Condename (Condamne moi)
- 1994 : Todo a Cambiado  (Tout a changé)
- 1994 : A Mi Estilo  (A mon style)
- 1995 : Con Velo y Corona
- 1995 : Tito Rojas
- 1995 : Por Derecho Propio (De mon propre droit)
- 1996 : Humildemente (Avec Humilité)
- 1997 : Pal' Pueblo (Pour le peuple)
- 1997 : Salsa Mixes y Mas Mixes
- 1999 : Alegrias y Penas (Joies et Peines)
- 2000 : Rompiendo Noches (Briser les nuits)
- 2001 : Quiero Llegar a Casa (Je veux arriver à la maison)
- Tito Rojas Live: Autenticamente En live; enregistré à Las Vegas; invité spécial : Roberto Roena aux bongos
- 2003 : Canta El Gallo (Le coq chante)
- 2003 : El De Siempre (Celui de toujours)
- 2003 : Perseverencia (Persévérance)
- 2004 : Tradicional (traditionnel)
- 2005 : Borron y Cuenta Nueva
- 2007 : Sin Comentarios
- 2009 : Solamente Éxitos
- 2010 : Vida
- 2011 : Independiente
- 2014 : El Viajero